# Timothy Michael Dolan
Timothy Michael Dolan (St. Louis, Missouri, 6. veljače 1950.) američki je katolički prelat koji služi kao nadbiskup New Yorka od 2009. godine.
Dolana je 18. veljače 2012. Benedikt XVI. uzdigao na rang kardinala. Proglašen je kardinalom svećenikom crkve Nostra Signora di Guadalupe a Monte Mario u Rimu. Dolan je bio prvi nadbiskup New Yorka od 1946. godine koji nije dobio naslovnu crkvu Santi Giovanni e Paolo, jer je taj naslov još uvijek držao njegov prethodnik, kardinal Egan.